# Anzia madagascariensis
Anzia madagascariensis är en lavart som beskrevs av Henry des Abbayes. 
Anzia madagascariensis ingår i släktet Anzia och familjen Parmeliaceae. Inga underarter finns listade i Catalogue of Life.